# Carbon-Blanc
Carbon-Blanc (gaskonsko Carbon Blanc) je severovzhodno predmestje Bordeauxa in občina v jugozahodnem francoskem departmaju Gironde regije Akvitanije. Leta 2008 je naselje imelo 6.936 prebivalcev.

## Geografija
Naselje se nahaja v pokrajini Gaskonji med rekama Garono in Dordogne, 10 km severovzhodno od središča Bordeauxa.

## Uprava
Carbon-Blanc je sedež istoimenskega kantona, v katerega so poleg njegove vključene še občine Ambarès-et-Lagrave, Sainte-Eulalie, Saint-Loubès, Saint-Sulpice-et-Cameyrac in Saint-Vincent-de-Paul s 37.171 prebivalci.
Kanton Carbon-Blanc je sestavni del okrožja Bordeaux.

## Pobratena mesta
- Großostheim (Bavarska, Nemčija),
- San Martin de Valdeiglesias (Madrid, Španija).